# Русская Темрязань
Русская Темрязань — село в составе Кузоватовского района Ульяновской области, входит в сельское поселение Лесоматюнинское. Расположено на реке Темрязанка, в 18 километрах к западу от районного центра. Прежде входило в состав Сенгилеевского уезда Симбирской губернии.

## Название
Название села и реки Темрязанка, предположительно, имеет тюркское происхождение и восходит к имени Темиряз (Темир-Гази), которое образована от тюркского корня «темир» («железо») и арабского «гази» («раб божий»).

## История
Русскую Темрязань основали беглые казаки от царя Петра I. Оно делилось на барскую половину и вольную, которые соответственно и назывались: Барская и Вольная.
При создании Симбирского наместничества в 1780 году, существовали: село Николаевское Темрязан тож (стала Русская Темрязань), однодворцев, пахотных солдат, помещичьих крестьян, и деревня Темрязань (ныне Мордовская Темрязань), крещеной мордвы, которые вошли в состав Канадейского уезда.
В 1781 году в центре села был построен деревянный храм с престолом во имя Святителя и Чудотворца Николая. Не сохранился.
В 1859 году село Русская Темрязань, деревня Мордовская Темрязань и сельцо Темрязань (здесь был основан стекольный завод, вошёл в состав Русских Темерсян), которые  входили в состав Сенгилеевский уезд Симбирская губерния.
С 1899 года владелицей стекольного завода стала Е. М. Перси-Френч.
По данным 1913 год в селе было 314 дворов, 1455 жителей, население преимущественно русское, была открыта земская школа.
В августе 1918 года близ села произошёл бой —  белогвардейская пехота штурмовала позиции артиллеристов Инзенской дивизии, по прошествии многих часов отступившей. 4 красноармейца, захваченные в плен, были расстреляны. Их похоронили на деревенском погосте, в братской могиле. На месте расстрела в 1973 году была возведена монументальная тринадцатиметровая колонна.
В селе существовал стекольный завод, а также школа и клуб, ныне заброшенные.

## Население
| Год  | Число дворов | Число жителей | Примечания                                                        |
| ---- | ------------ | ------------- | ----------------------------------------------------------------- |
| 1780 |              | 344           | однодворцев - 6, пахотных салдат - 134, помещичьих крестьян - 204 |
| 1859 | 51           | 541           | Церковь православная                                              |
| 1900 | 225          | 1199          | 599 мужчин и 600 женщин                                           |
| 1913 | 314          | 1455          |                                                                   |

## Известные уроженцы
- Давыдов, Иван Васильевич — генерал-майор, Герой Советского Союза.

## Природа
- Родник «Серебряный» в районе села отнесен к категории особо охраняемых природных территорий (ООПТ)[4].

## Достопримечательности
- Братская могила 4 красноармейцев Иизенской дивизии, расстрелянных белогвардейцами в 1918 г.
- Обелиск на месте расстрела 4-х красноармейцев, 1918; 1973 гг.
- Фундамент утраченной церкви Святителя Николая (православный приходской храм), нач. XX в. [5]

## Инфраструктура
В селе электроснабжение и телефонизация.